# Trébédan
Trébédan település Franciaországban, Côtes-d’Armor megyében. Lakosainak száma 439 fő (2022. január 1.). Trébédan Brusvily, La Landec, Languédias, Trélivan, Vildé-Guingalan és Yvignac-la-Tour községekkel határos.

## Népesség
A település népessége az elmúlt években az alábbi módon változott:
| Lakosok száma | 365  | 431  | 391  | 378  | 417  | 424  | 428  | 427  | 430  | 439  |
|               | 1968 | 1982 | 1990 | 2006 | 2013 | 2015 | 2017 | 2019 | 2020 | 2022 |